# 天鷹座74
天鷹座74，又名BD-12 6371，HD 216494、SAO 165359、HR 8704，是天鷹座的一颗恒星，视星等为5.8，位于銀經56.42，銀緯-58.28，其B1900.0坐标为赤經22h 48m 12.8s，赤緯-12° -58.28′ 54″。